# Joachim Lehnhoff
Joachim Lehnhoff (Pseudonym für Hans Joachim Swieca; * 4. September 1926 in Breslau; † 30. Juli 2013 in Dießen am Ammersee) war ein deutscher Journalist und Schriftsteller. Er schrieb seine Bücher auch unter den Pseudonymen Jochen Cordes und Ralf Lasa.

## Leben
Joachim Lehnhoff lebte ab 1942 in Berlin. Nachdem er den Reichsarbeitsdienst absolviert hatte, nahm er als Soldat der Kriegsmarine am Zweiten Weltkrieg teil; er war Angehöriger einer Erprobungseinheit für Einmann-U-Boote. Nach Kriegsende war er als Journalist tätig. Von 1946 bis 1953 gehörte er der Redaktion des Berliner "Tagesspiegels" an; anschließend verfasste er als freier Journalist und Schriftsteller Reportagen und Fortsetzungsromane für Illustrierte. Seit 1960 lebt er mit seiner Ehefrau in Dießen am Ammersee wo er im Sommer 2013 verstarb.
Joachim Lehnhoffs schriftstellerisches Werk umfasst Romane, Erzählungen, Jugendbücher und Sachbücher.

## Werke
- Herz im Rucksack, Hannover 1954 (unter dem Namen Jochen Cordes)
- Die Heimfahrt der U 720, München 1956 (unter dem Namen Joachim Lehnhoff), ISBN 978-3-453-00228-9
- Regen im Sommer, München 1957 (unter dem Namen Hans Joachim Swieca)
- Die sieben Weltwunder der Liebe, Bayreuth 1965 (unter dem Namen Rolf Lasa)
- Nackte Haut an heißen Küsten, Hamburg 1966 (unter dem Namen Rolf Lasa)
- Verlorene Jahre, Bergisch Gladbach 1967
- Von Kollegen verachtet, Bergisch Gladbach 1968
- Blacky und das verschwundene Fahrrad, München 1969 (unter dem Namen Jochen Cordes)
- Pflichtfach Liebe, München 1969 (unter dem Namen Rolf Lasa)
- Piraten, Träumer, Schätze, Hannover: Fackelträger 1978 (unter dem Namen Rolf Lasa). Bilderbuch. ISBN 978-3-7716-1417-1
- Quecksilber, Bergisch Gladbach 1982
- Karibik-Fieber, Bergisch Gladbach 1983
- Die Kommandantin von Plattform XR 2, Bergisch Gladbach 1984
- Herz vom Faß, Bergisch Gladbach 1985
- Motu Tabu, Bergisch Gladbach 1985
- Inseln in Gottes Hand, Bergisch Gladbach 1988
- Die Nacht von Sansibar und andere erotische Shorties. München: Heyne 1989 (unter dem Namen Rolf Lasa). ISBN 978-3-453-03520-1
- Schwarze Haut, weiße Haut, München 1989 (unter dem Namen Rolf Lasa)
- Das Herrenhaus auf Martinique, Bergisch Gladbach 1990
- Saison in Marbella, Bergisch Gladbach 1992